# 皇太弟
皇太弟，储君的一種，簡稱太弟，與皇太子、皇太孫、皇太叔等，都是皇帝正式繼承人的封號，而此一繼承人通常是皇帝的親弟。不少國家歷史上都曾出現皇太弟的封號，必須注意的是，如果國家元首是國王者，那麼理論上只能稱之為「王太弟」，不過亦可簡稱為太弟。
就中國歷史而言，如果沒有經過正式冊封的程序，並不能算是皇太弟，如明熹宗朱由校因無子而直接傳位予崇祯帝朱由檢，就沒有經過冊封的程序。
通常太弟的居住的處所和太子一樣也稱東宮，不過東宮官屬會隨之改名，例如太子太傅改稱太弟太傅，太子洗馬改稱太弟洗馬。
皇帝不立子而立弟，本來不外乎是因為無子或其子尚年幼，部分是皇帝一開始就有傳弟之意，但是在中國歷史上，其原因往往不單純，多半牽涉著兵變。而隨著皇子的出生或長大，太弟與皇子間競逐帝位的情勢往往會愈演愈烈，因此太弟的地位通常是不穩固的。
日本的秋篠宮文仁親王是今上天皇德仁的弟弟，也是皇位第一繼承人，地位等同皇太弟，稱為「皇嗣」。